# Por si quieres conocerme
Por si quieres conocerme es el nombre del cuarto álbum de estudio del cantautor español José Luis Perales, siendo Rafael Trabucchelli† el director de producción. Fue publicado en 1976 por la discográfica española Hispavox (completamente absorbida por EMI en 1985), en el cual se destacan los temas «Quisiera decir tu nombre», que fue tres semanas número uno en la lista española de sencillos, y «El día que tenga una casa», «Podré olvidar», «Canción para un pastor (a Julián)», «Yo quiero ser», «Si quieres encontrarme» y «Sí...».

## Sencillos
Se publicaron cuatro dobles sencillos en 1976, en formato de disco de vinilo de siete pulgadas a 45 rpm:
- «Quisiera decir tu nombre/El día que tenga una casa»
- «Podré olvidar/Canción para un pastor (a Julián)»
- «Yo quiero ser/Si quieres encontrarme»
- «Si.../Yo quiero ser»

«Si.../Yo quiero ser» obtuvo una calificación de 2,67 puntos sobre 5 en Rate Your Music.

## Listado de canciones
Cara A
1. «Si...» - 3:37
2. «Si quieres encontrarme» - 4:10
3. «Canción para un pastor (a Julián)» - 3:06
4. «Yo quiero ser» - 4:06
5. «El día que tenga una casa» - 2:44

Cara B
1. «Podré olvidar» - 4:32
2. «Rosalí» - 3:02
3. «El labrador» - 3:14
4. «El torerillo» - 3:13
5. «Quisiera decir tu nombre» - 4:37

## Créditos y personal

### Músicos
- Arreglos: Juan Márquez

### Personal de grabación y posproducción
- Todas las canciones compuestas por José Luis Perales
- Compañía discográfica: Hispavox
- Productor musical: Rafael Trabucchelli†

### Créditos y personal
- «Discografía - Por si quieres conocerme». joseluisperales.net. 2012. Archivado desde el original el 26 de abril de 2012. Consultado el 15 de enero de 2013.

- Datos: Q6082831